# Inimi cicatrizate
Inimi cicatrizate (în engleză Scarred Hearts) este un film românesc lansat în 2016, fiind al 15-lea al regizorului român Radu Jude, pe care îl semnează în dublă calitate de regizor și scenarist.

## Premii, recunoaștere
A cucerit premiul juriului (Premio special della giuria) la cea de-a 69-a ediție a Festivalului Intenațional de film de la Locarno, la care a și fost prezentat în premieră absolută.
Premiul Silver Astor, pentru cea mai bună regie, este câștigat de Radu Jude (alături de realizatorul de filme austriac Lukas Valenta Rinner) la importantul festival de film din America Latină, Festival Internacional de Cine de Mar del Plata, Argentina, ediția 2016.

## Echipa de realizare

### Distribuție[3]
- Lucian Teodor Rus — rolul Emanuel,
- Ivana Mladenovic — rolul Solange,
- Ilinca Hărnuț — rolul Isa[4],
- Șerban Pavlu — rolul doctorului Ceafalan,
- Gabriel Spahiu — rolul Zed,
- Marius Damian — rolul Nelu,
- Liliana Ghiță — rolul Tanti Leana,
- Alexandru Dabija — rolul domnului Lazăr B. [5],
- Dana Voicu — rolul doamnei Bella B.,
- Bogdan Cotlet — rolul Victor,
- Iuliana Moise — rolul mamei lui Victor,
- Cosmin Șofron — rolul tatălui lui Victor,
- Ana Munteanu — rolul Katty
- Fernando Klabin — rolul tânărului doctor
- Adina Cristescu — rolul infirmierei
- Damian Oancea — rolul preotului
- Dana Marineci — rolul bolnavei tratate.

### În spatele aparatului de filmat[6]
- Radu Jude — scenariul și regia,
- Ada Solomon — producătoarea filmului,
- Marius Panduru — imagine,
- Cătălin Cristuțiu — montaj,
- Christian Niculescu — scenografie[7],
- Viorica Capdefier — casting[8],
- Dana Paparuz — costume,
- Ioana Drăghici — producător executiv.

## Acțiunea filmului
Fiind vag bazat pe viața lui M. Blecher și pe romanul omonim, Inimi cicatrizate (1937), acțiunea filmului se petrece în 1937, într-un sanatoriu de pe malul mării. Filmul descrie povestea tânărului Emanuel, care suferă de tuberculoză a coloanei vertebrale, aidoma scriitorului M. Blecher, din a cărui viață este inspirat.